# جبل آينو
جبل آينو هو جبل يقع في اليابان،يبلغ ارتفاع الجبل 3189 فوق سطح البحر.